# Romanowo (Czarnków)
Romanowo, deutsch: Romanshof, ist ein Straßendorf in der Landgemeinde Czarnków in der Woiwodschaft Großpolen in Polen. Das Dorf hat zwei Schulzenämter: Romanowo Dolne (Romanshof Untergemeinde, Unterromanshof) und Romanowo Górne (Romanshof Obergemeinde, Oberromanshof).
Das Dorf liegt auf der linken Seite der Netze, zwischen fünf und zehn Kilometer nördlich von Czarnków entlang der Straße nach Walkowice.

## Geschichte
Romanshof wurde im 1796 vom polnischen Adeligen Nikolaus von Swinarski-Dembe für gut hundert Siedler aus dem Raum Lübeck-Schwerin eingerichtet. Es wurde nach einem Familienangehörigen des Gründers benannt. Das Dorf liegt am sandigen Rand des Tals. Man sah anfänglich vor, mit Sand und Viehmist den Boden von sumpfigen Wiesen auszubessern.
Gemäß Volkszählung lebten im 1905 in der Obergemeinde 882 Leute und in der Untergemeinde 1002. Mehr als 90 % gaben als Muttersprache „Deutsch“ an.

### Verwaltungsgeschichte
1818–1920 gehörte Romanshof zum Kreis Czarnikau. Ab 1874 war das Standesamt Czarnikau Land Bezirk 1 zuständig.
Nach dem Inkrafttreten des Versailler Vertrags im Januar 1920 fiel Romanowo, wie alle Gemeinden im Kreis, südlich der Netze, Polen zu.

## Kirche
Die Kirche aus roten Backsteinen in Romanowo Dolne wurde nach 1860 für die evangelische Gemeinde gebaut und nach dem Zweiten Weltkrieg römisch-katholisch geweiht.